# Cá đuối điện thông thường
Cá đuối điện thông thường hoặc cá đuối điện (tên khoa học Torpedo torpedo) là một loài trong họ Torpedinidae, được tìm thấy ở vùng biển Địa Trung Hải và phía đông Đại Tây Dương từ Vịnh Biscay tới Angola. Đây là một loài cá tầng đáy, thường xuất hiện trong vùng nước nông có phần chất nền mềm. Nó không có giá trị kinh tế và chủ yếu bị bỏ đi khi bắt gặp trong lúc đánh bắt thủy sản. Cá đực và cái có chiều dài trung bình tương ứng 30 và 39 cm (12 và 15 in); cá thể dài nhất thường được ghi nhận phát triển đến 60 cm (24 in).
Khi tấn công và tự vệ, cá đuối điện thông thường có thể tạo nên một cú sốc điện có hiệu điện thế 200 vôn.